# Minilimosina tuberculum
Minilimosina tuberculum är en tvåvingeart som beskrevs av Marshall 1985. Minilimosina tuberculum ingår i släktet Minilimosina och familjen hoppflugor. Inga underarter finns listade i Catalogue of Life.